# Lilli Fichtner
Lilli Fichtner (* 6. November 1993 in Berlin) ist eine deutsche Schauspielerin und Sängerin.

## Leben
Lilli Fichtner stammt aus einer Musikerfamilie, ihr Vater ist Pianist.  Fichtner wirkte in den Kinofilmen Das weiße Band (2009) und Groupies bleiben nicht zum Frühstück (2010) mit. Bei mehreren TV-Filmen übernahm sie Hauptrollen sowie Gastrollen in diversen Serien.
Fichtner ist außerdem als Singer-Songwriterin tätig und arbeitet als Sprecherin für Hörspiele.
2014 wirkte sie als Synchronsprecherin an der Originalfassung und deutschen Version des Videospiels Wolfenstein: The Old Blood mit.
Im Jahr 2018 verkörperte sie Ines Voitle in der Verfilmung des Geiseldramas von Gladbeck.
Lilli Fichtner absolvierte ihre Schauspielausbildung von 2017 bis 2022 an der Filmuniversität Babelsberg Konrad Wolf.

## Filmografie (Auswahl)
- 2007: Der Vorleser
- 2009: Das weiße Band
- 2009: Das Grundgesetz
- 2010: Groupies bleiben nicht zum Frühstück
- 2010: Galileos Monde
- 2010: Vater aus heiterem Himmel
- 2011: KRIMI.DE: Episode Lebensmüde
- 2011: Die innere Zone
- 2012: Zu schön um wahr zu sein
- 2012: Familie Windscheidt – der ganz normale Wahnsinn
- 2012: Tatort: Der tiefe Schlaf
- 2013: Danni Lowinski: Episode Zu dumm
- 2013: In aller Freundschaft: Episode Besitzansprüche
- 2014: Die Toten von Hameln
- 2014: Das goldene Ufer
- 2014: SOKO Wismar: Episode Neptuns Rache
- 2014: Heldt: Episode Schmerzensgeld
- 2014, 2022: SOKO Köln: Episoden Schweigen, Zehn Minuten
- 2015: In aller Freundschaft – Die jungen Ärzte: Episode Lebensglück
- 2015: Letzte Spur Berlin: Episode Ausgeträumt
- 2015: Herzensbrecher – Vater von vier Söhnen: Episoden Das Kreuz mit der Wahrheit, Der Wohltäter, Schwarz und Grau und Spiel des Lebens
- 2015: Nacht der Angst
- 2016: Akte Ex: Episode Die letzten Tage
- 2016: Tatort: Du gehörst mir
- 2017–2020: Babylon Berlin (Fernsehserie, 10 Episoden)
- 2018: Gladbeck
- 2018–2019: Kroymann (Satiresendung, 3 Episoden)
- 2018: Bettys Diagnose: Episode Einer für den anderen
- 2019: Frau Jordan stellt gleich: Episode Menstruation und Machos
- 2020: SOKO München: Episode Von Luft und Liebe
- 2021: Lieber Thomas
- 2021: Der Usedom-Krimi: Ungebetene Gäste
- 2022: Die Wannseekonferenz (Fernsehfilm)
- 2022: Letzte Spur Berlin: Episode Rosalie
- 2022: Sarah Kohr: Irrlichter
- 2024: Die Kanzlei: Episode Leichte Beute
- 2024: Die Eifelpraxis: Wann, wenn nicht jetzt, Freiheit zu leben (Fernsehreihe)
- 2024: Notruf Hafenkante: Episode Neues Leben
- 2025: In aller Freundschaft: Episode Missratene Kinder

## Theater
- 2022: Die Laborantin – Hamburger Kammerspiele, Regie: Sewan Latchinian
- 2018: Waisen – Filmuniversität Konrad Wolf, Regie: Claudia Geisler-Bading
- 2018: Fräulein Julie – Filmuniversität Konrad Wolf, Regie: Christian Kuchenbuch
- 2010: The Love of Three Oranges – EF International Academy New York, Regie: Ginny Meissner-Borton

## Audiografie
- 2014: Take Off – Der goldene Tabaluga – Sprecherin, ZDF tivi + Ki.Ka
- 2013: Zoe & Dash – Zoe, Hörspiel, Hessischer Rundfunk, Regie: Robert Schoen